# Артематоподиды
Артематоподиды (лат. Artematopodidae) — семейство насекомых отряда жесткокрылых. 

## Описание
Жуки небольших размеров, в длину достигающие всего 3—10 мм. Немного напоминают щелкунов. Усики 11-сегментные. Максилярные щупики четырёх-сегментные. Личинка червеобразная.

## Распространение
Палеарктика, Неарктика, Неотропика. В России обитают лишь два вида из одного рода — Macropogon pubescens и Macropogon sibiricus. А в Канаде и США обитают три 8 или 9 видов из трёх родов.

## Экология и местообитания
Личинки некоторых видов встречаются во мхах.

## Палеонтология
Древнейшие представители семейства найдены в средней юре Китая. Более поздние по возрасту находки этих жуков в ископаемом состоянии происходят из раннего мела Китая, а также из балтийского и мексиканского янтарей.

## Систематика
- Подсемейство: Allopogoniinae
  - Род: Allopogonia
- Подсемейство: Artematopodinae Lacordaire, 1857
  - Род: Artematopus
  - Род: Brevipogon
  - Род: Carcinognathus
  - Род: Ctesibius
  - Род: Eurypogon
  - Род: Macropogon
  - Род: †Protartematopus
- Подсемейство: Electribiinae Crowson, 1975
  - Род: Electribius